# Фонд Облака
Фонд помощи многодетным и малоимущим семьям, детям-сиротам, детям, оставшимся без попечения родителей и людям, попавшим в сложную жизненную ситуацию «Облака» — благотворительный фонд в г. Барнауле, оказывающий поддержку социально неблагополучным семьям и малоимущим людям на территории Алтайского края и Республики Алтай.
Фонд «Облака» создан в 2016 году на базе волонтерского движения, оказывавшего помощь пострадавшим от наводнения жителям Республики Алтай.

## История
В мае 2014 года в Алтайском крае и Республике Алтай случилось одно из крупнейших наводнений в истории, спровоцированное проливными дождями, совпавшими с периодом таяния ледников в высокогорьях. Уровни поднялись в несколько раз и 30 мая вышли из берегов. Пострадали десятки населенных пунктов, были затоплены около 15 тысяч домов, а пострадавшими признали порядка 33 тысяч человек.
В этот период активистом Джамилей Семененко было создано волонтерское движение «Облака», осуществлявшее сбор вещей, предметов первой необходимости и продуктов для пострадавших от наводнения.
Затем, в период с 2014 по 2016 года волонтерами движения было организовано более 30 социальных проектов, направленных на помощь приемным детям, детям-сиротам и многодетным и бедным семьям города Барнаула и ряда районов Алтайского края.
В 2016 год лидером движения «Облака» Семененко Джамилей было принято решение о создании благотворительного фонда с одноимённым названием, запись внесена в ЕГЮРЛ 21 июня 2016 года. Фонд занялся реализацией проектов по оказанию помощи и поддержки женщинам из неблагополучных семей, матерям-одиночкам, женщинам, воспитывающих детей-инвалидов, сиротам, бездомным.
В 2021 году фондом «Облака» при содействии и финансирования «Фонда президентских грантов» открыл пункты выдачи вещей, продуктов и оказания социальной помощи в 9 населенных пунктах Алтайского края и Республики Алтай, также, при содействии и финансировании центра поддержки социальных инноваций и предпринимательства «Impact Hub Moscow» открыл благотворительный швейный цех в г. Барнауле в котором женщины из малоимущих и неблагополучных семей могут пройти бесплатное обучение швейному делу.
На 2022 год в фонде более 350 подопечных семей, 150 волонтеров и 11 сотрудников, количество благополучателей составляет около 3 000 человек в квартал.

## Благотворительные программы фонда реализуемые в настоящее время
Сердце Алтая - социальный проект, реализуемый фондом «Облака» в 2021 году на средства «Фонда президентских грантов», а с 2022 года на собственные средства, суть проекта в создании пунктов помощи в городах и селах Алтайского края и в Республике Алтай в которые нуждающиеся семьи и люди могут обратиться чтобы получить одежду и продукты первой необходимости, получить юридическую помощь и консультацию психолога. Количество благополучателей проекта с за 2021—2022 год составило около 9 000 человек.
В настоящее время функционируют следующие пункты:
- с. Усть-Чарышская Пристань. ул. 1 Мая, д. 15;
- г. Барнаул. Анатолия, д 97;
- г. Новоалтайск, Октябрьская, д. 14/1;
- г. Бийск, ул. Героя Советского Союза Васильева, д. 46/1;
- г. Горно-Алтайск, ул. Чорос-Гуркина, д. 9а;
- с. Новороманово, ул. Коммунистическая, д. 23;
- с. Стародроченино, Заринский район ул. 60 лет СССР д. 13;
- р.п. Тальменка, ул. Партизанская, д. 76;
- с. Быстрый Исток, ул. Некрасова, д.9.

Мамин стежок - социальный проект, на первоначальном этапе финансировался Европейским союзом через центр «Impact Hub Moscow», с 2022 года фонд «Облака» финансирует его на собственные средства. Цель проекта обучить нуждающихся женщин востребованной профессии швеи и дать им возможность дополнительного заработка путем выполнения заказов на пошив изделий при содействии фонда. За 2021—2022 годы полноценно профессию швеи освоили 30 человек.
Продукция, которую производят женины в благотворительном цехе состоит из: экосумок-шопперов, экомешочков, сумок из джинсовой ткани и многоразовых медицинских масок.
Charity market — сеть благотворительных сэконд-хэндов, все средства от продажи вещей в которых передаются на социальные программы и помощь нуждающимся.
Поддержи чемпиона- социальный проект, реализуемый фондом с 2020 года при поддержке «Фонда президентских грантов» направлен на обеспечение возможности занятия спортом и творчеством для детей из малоимущих и многодетных семей. Фонд при поддержке частных и корпоративных пожертвований передает таким детям спортивный инвентарь и форму, музыкальные инструменты, необходимые для занятий в кружках и секциях. За 2020—2022 года более 300 детей получили поддержку.

## Завершенные благотворительные программы 2016—2021 г
Школа Жизни — образовательная программа по повышению социального уровня жизни для малоимущих и многодетных женщин с маленькими детьми была организована фондом в 2016 году. Она включала в себя: проф. ориентацию, психологические семинары, семинары финансовой и юридической грамотности, семинары, по обучению работе с компьютером, офисными и специализированными программами. По состоянию на 2018 год фонд обучил более 200 женщин. В 2018 году проект был закрыт в связи с недостаточностью финансирования.
Возвращая детство — проект оказания помощи детям оставшимся без попечения родителей, был реализован на базе краевого социально-реабилитационного центра для несовершеннолетних «Солнышко» в г. Барнауле, и детского туберкулезного санатория Алтайского края. Включал в себя помощь в проведении мероприятий, образовательных семинаров, выдачи игрушек и канцелярских принадлежностей силами сотрудников и привлеченных волонтеров. финансировался за счет частных пожертвований. в настоящий момент закрыт.
Продукты в каждый дом нуждающимся — проект по передаче через курьеров-автоволонтеров продуктов первой необходимости и детского питания нуждающимся семьям каждую неделю. В настоящее время является частью действующего проекта «Сердце Алтая».
Уйти с улицы — программ по выдаче горячей пищи бездомных г. Барнаула. В рамках проекта с 2015 года было организовано бесплатное горячее питание на Новом Рынке г. Барнаула 3 раза в неделю для 70 бездомных и также временно проживающих в центре социальной адаптации. Также проводилось психологическое и юридическое консультирование бездомных, содействие их устройству в социальные службы и приюты, помощь в восстановлении документов и налаживании контактов с родственниками. В настоящее время проект передан для реализации волонтерской группе «Благие дела».
Рукавички — проект по изготовлению теплых рукавиц и носков для детей из бедных семей от 3 до 16 лет. С 2016 года в проект включено более 20 волонтеров, в настоящее время реализуется на базе благотворительного швейного цеха «Мамин стежок».

## Ежегодные акции
Школьная пора — цель акции помочь малообеспеченным семьям подготовить детей к школе. Проводится фондом «Облака» каждый год с 15.07 по 30.09. Суть её в то, что любой житель Алтайского края и Республики Алтай может пожертвовать школьную форму, одежду, ранцы и рюкзаки, пеналы, канцелярию и другие школьные принадлежности для подопечных фонда.
Письмо Деду Морозу — акция по исполнению новогодних желаний и выдаче подарков детям из подопечных семей в фонде облака, проводится каждый год с 01.12 по 31.12. Суть акции состоит в следующем: дети из подопечных семей пишут письма Деду Морозу с пожеланиями, а любой волонтер или просто неравнодушный человек может взять любое из писем и исполнить это желание под Новый год.